# Syngamia
Syngamia é um gênero de mariposa pertencente à família Crambidae.